# Kaczug
Kaczug, Kaczuga (ros. Kaчyг) – osiedle typu miejskiego w azjatyckiej części Rosji, w obwodzie irkuckim.
Leży na Płaskowyżu Leńsko-Angarskim nad Leną; ok. 220 km na północny wschód od Irkucka; 9 tys. mieszkańców (1989). Przemysł spożywczy, drzewny (fabryka mebli); port rzeczny (początkowy punkt żeglugi na Lenie); lotnisko.